# Mallani
Mallani és una regió de l'Índia al Rajasthan, i antigament el districte més gran en què estava dividit l'estat de Jodhpur a la Rajputana, amb una superfície de 14.892 km². El 1901 l'única ciutat era Barmer, i hi havia 464 pobles amb una població de 172.330 habitants, 75% hindús, 12% musulmans, 6% animistes i 5% jains. La majoria dels habitants eren jats (20%), seguits dels bhils, rajputs i mahajans (menys del 10% cadascun). L'únic riu era el Luni. L'administració corresponia a un hakim del maharajà però sota un superintendent britànic. Un risaldar dirigia la polícia i un munsif era el jutge civil principal.
El districte presum de ser el lloc d'origen dels rajputs rathors. A l'inici del segle xiii Rao Siahji i el seu fill Asthanji van conquerir Kher (modernamente unes ruïnes prop de Jasol) i les terres adjacents anomenades 
Mewo, als rajputs gohels i va establir el poder del clan (els rathors) a la riba del Luni. Amb el vuitè successor de Siahji, Rao Salka, a la meitat del segle xiv, el territori es va fraccionar entre els tres fills d'aquest:, 
Mallinath, Viramdeo i Jetmal. Una part del clan va seguir a Viramdeo, el fill del qual, Chonda, va conquerir Mandor als rajputs parihars el 1381, i els seus descendents van governar aquí primer i després a Jodhpur. La resta del clan va seguir a Mallinath i el territori de Mallani va agafar el seu nom; seguint la norma de partició entre els fills, els descendents de Mallinath van fer diverses particions i els conflictes entre ells foren freqüents; això va permetre als sobirans de Jodhpur intervenir i posar sota la seva autoritat feudal aquestos petits territoris. Les lluites no es van aturar i els britànics van decidir ocupar el districte i restaurar l'orde sotmetent als principals thakurs. Els britànics van administrar llavors el districte en nom del maharajà, sent reconeguts els sobirans feudals i l'autoritat suprema de Jodhpur. la jurisdicció feudal fou restaurada progressivament i el 1854 es va concedir a Jodhpur l'administració militar, la jurisdicció civil el 1891 i la criminal el 1898. Tot el districte estava format per jagirs els principals dels quals eren Jasol, Barmer i Sindri, en poder de descendents de Mallinath, i Nagar i Gurha, dels descendents de Jetmal. Tots pagaven un petit tribu o fawjbal a Jodhpur.